# Хорейшо Ботъмли
Хорейшо Уилям Ботъмли (на английски: Horatio William Bottomley) е английски бизнесмен, издател, журналист и политик от Либерална партия.
Роден е на 23 март 1860 година в Лондон в работническо семейство. Живее в сиропиталище, започва да работи от детска възраст.
Става журналист и основава издателска компания, поставила началото на редица издания, сред които „Файненшъл Таймс“ и популярното издание „Джон Бул“. През 1906 година е избран за депутат, но през 1912 година банкрутира и е отстранен от парламента. Популярен оратор по време на Първата световна война, през 1918 година отново става независим депутат, но година по-късно е осъден за измама и лежи в затвора до 1927 година.
Хорейшо Ботъмли умира на 26 май 1933 година в Лондон.